# ایجی ونتز
ایجی ونتز (انگلیسی: Eiji Wentz؛ زادهٔ ۸ اکتبر ۱۹۸۵) یک موسیقی‌دان اهل ژاپن است. وی از سال ۱۹۸۹ میلادی تاکنون مشغول فعالیت بوده‌است.